# Afghanistan op de Olympische Zomerspelen 1960
Afghanistan nam deel aan de Olympische Zomerspelen 1960 in Rome. Het was vierde deelname van Afghanistan aan de Olympische Spelen.
Er werd na de eerste deelname in 1936 voor de tweede keer deelgenomen in de atletiek en voor het eerst aan het worstelen. Net als bij de drie voorgaande deelnames werd er geen medaille gewonnen.

## Deelnemers en resultaten

### Atletiek
| Olympiër                                                      | Discipline       | Resultaat | Prestatie               |
| ------------------------------------------------------------- | ---------------- | --------- | ----------------------- |
| Abdul Hadi Shekaib                                            | 100 m (m)        | 63e       | serie 6: 7e in 11,6     |
| Ali Zaid                                                      | 200 m (m)        | 51e       | serie 8: 6e in 23,1     |
| Habib Sayed                                                   | 400 m (m)        | 57e       | serie 1: 7e in 53,8     |
| Abdul Ghafar Ghafoori Habib Sayed Abdul Hadi Shekaib Ali Zaid | 4x 100 m (m)     | 16e       | serie 4: 4e in 44,4     |
| Abdul Wardak                                                  | 110 m horden (m) | DNF       | serie 2: niet gefinisht |
| Abdul Wardak                                                  | speerwerpen (m)  | 26e       | kwalificatie: 64,20m    |

### Worstelen
| Olympiër                | Discipline                        | Resultaat | Prestatie                                                              |
| ----------------------- | --------------------------------- | --------- | ---------------------------------------------------------------------- |
| Faiz Mohammad Khakshar  | vrije stijl, vlieggewicht (m)     | 2e ronde  | 1e ronde: V van URS Alijev 2e ronde: V van MEX Rosado                  |
| Mohammad Ibrahim Kederi | vrije stijl, vedergewicht (m)     | 2e ronde  | 1e ronde: V van PAK Akhtar 2e ronde: V van MEX Vallejo                 |
| Amir Jan Khalunder      | vrije stijl, lichtgewicht (m)     | 2e ronde  | 1e ronde: V van ITA Nizzola 2e ronde: V van BUL Dimov                  |
| Sultan Mohammad Dost    | vrije stijl, weltergewicht (m)    | 2e ronde  | 1e ronde: V van ARG Rolon 2e ronde: V van GBR Amey                     |
| Mohammad Asif Khokan    | vrije stijl, middengewicht (m)    | 3e ronde  | 1e ronde: V van URS Sjirtladze 2e ronde: vrij 3e ronde: V van PAK Faiz |
| Ghulam Mohiddin Gunga   | vrije stijl, halfzwaargewicht (m) | 2e ronde  | 1e ronde: V van IRI Takhti 2e ronde: V van ITA Marcuzzi                |
| Nizam-ud-din Subhani    | vrije stijl, zwaargewicht (m)     | 2e ronde  | 1e ronde: V van GBR Richmond 2e ronde: V van PAK Nzair II              |

Afghanistan · Argentinië · Australië · Bahama's · België · Bermuda · Birma · Brazilië · Brits-Guiana · Bulgarije · Canada · Ceylon · Chili · Colombia · Cuba · Denemarken · Duits eenheidsteam · Ethiopië · Fiji · Filipijnen · Finland · Frankrijk · Ghana · Griekenland · Groot-Brittannië · Haïti · Hongarije · Hongkong · Ierland · IJsland · India · Indonesië · Irak · Iran · Israël · Italië · Japan · Joegoslavië · Kenia · Libanon · Liberia · Liechtenstein · Luxemburg · Malakka · Malta · Marokko · Mexico · Monaco · Nederland · Nederlandse Antillen · Nieuw-Zeeland · Nigeria · Noorwegen · Oeganda · Oostenrijk · Pakistan · Panama · Peru · Polen · Portugal · Puerto Rico · Roemenië · San Marino · Singapore · Soedan · Sovjet-Unie · Spanje · Suriname · Taiwan · Thailand · Tsjecho-Slowakije · Tunesië · Turkije · Uruguay · Venezuela · Verenigde Arabische Republiek · Verenigde Staten · Vietnam · West-Indische Federatie · Zuid-Afrika · Zuid-Korea · Zuid-Rhodesië · Zweden · Zwitserland